# Celle Ligure
Celle Ligure é uma comuna italiana da região da Ligúria, província de Savona, com cerca de 5.256 habitantes. Estende-se por uma área de 9 km², tendo uma densidade populacional de 584 hab/km². Faz fronteira com Albisola Superiore, Stella, Varazze.
Foto

## Demografia
| Variação demográfica do município entre 1861 e 2011                               |
|                                                                                   |
| Fonte: Istituto Nazionale di Statistica (ISTAT) - Elaboração gráfica da Wikipedia |